# Liste des prologues du Tour de France
La liste des prologues du Tour de France présente les prologues courus lors de la course cycliste par étapes du Tour de France.
Sur le Tour de France, le premier prologue s'est déroulé en 1967 à Angers (Maine-et-Loire), et à ce jour un total de quarante prologues ont été courus dans l'histoire de la grande boucle.
Pendant 33 ans, de 1967 à 1999, il est d'usage que le Tour de France débute par un prologue, à l'exception de l'édition de 1988. Au début du XXIe siècle, le prologue n'est plus systématique et se raréfie progressivement. Le dernier prologue disputé remonte à 2012. Après cette date, lorsque le Tour de France débute par un contre la montre, celui-ci est classifié en tant que première étape, en raison de la distance parcourue qui est supérieure à celle d'un prologue (celui-ci étant par définition une épreuve très courte).

## Palmarès
| Année | Date        | Ville départ                                             | Distance (km) | Vitesse (km/h) | Vainqueur d'étape     | Pays        |
| ----- | ----------- | -------------------------------------------------------- | ------------- | -------------- | --------------------- | ----------- |
| 1967  | 29 juin     | Angers                                                   | 5,775         | 44,903         | José María Errandonea | Espagne     |
| 1968  | 27 juin     | Vittel                                                   | 6,1           | 43,314         | Charly Grosskost      | France      |
| 1969  | 27 juin     | Roubaix                                                  | 10,4          | 46,154         | Rudi Altig            | Allemagne   |
| 1970  | 27 juin     | Limoges                                                  | 7,4           | 44,623         | Eddy Merckx           | Belgique    |
| 1971  | 26 juin     | Mulhouse                                                 | 11            |                | Molteni               | Belgique    |
| 1972  | 1er juillet | Angers                                                   | 7,2           | 48,814         | Eddy Merckx           | Belgique    |
| 1973  | 30 juin     | Schéveningue                                             | 7,1           | 42,742         | Joop Zoetemelk        | Pays-Bas    |
| 1974  | 27 juin     | Brest                                                    | 7,1           | 47,865         | Eddy Merckx           | Belgique    |
| 1975  | 27 juin     | Charleroi                                                | 6,25          | 42,533         | Francesco Moser       | Italie      |
| 1976  | 24 juin     | Saint-Hilaire-de-Riez (Merlin-Plage)-Saint-Jean-de-Monts | 8             | 43,439         | Freddy Maertens       | Belgique    |
| 1977  | 30 juin     | Fleurance                                                | 5             | 47,872         | Dietrich Thurau       | Allemagne   |
| 1978  | 29 juin     | Leyde                                                    | 5,2           | 47,035         | Jan Raas              | Pays-Bas    |
| 1979  | 27 juin     | Fleurance                                                | 5             | 50,139         | Gerrie Knetemann      | Pays-Bas    |
| 1980  | 26 juin     | Francfort-sur-le-Main                                    | 7,6           | 45,570         | Bernard Hinault       | France      |
| 1981  | 25 juin     | Nice                                                     | 5,9           | 44,118         | Bernard Hinault       | France      |
| 1982  | 2 juillet   | Bâle                                                     | 7,4           | 44,133         | Bernard Hinault       | France      |
| 1983  | 1er juillet | Fontenay-sous-Bois                                       | 5,5           | 42,755         | Eric Vanderaerden     | Belgique    |
| 1984  | 29 juin     | Montreuil - Noisy-le-Sec                                 | 5,4           | 48,722         | Bernard Hinault       | France      |
| 1985  | 26 juin     | Plumelec                                                 | 6,8           | 46,452         | Bernard Hinault       | France      |
| 1986  | 4 juillet   | Boulogne-Billancourt                                     | 4,6           | 51,589         | Thierry Marie         | France      |
| 1987  | 1er juillet | Berlin                                                   | 6,1           | 51,549         | Jelle Nijdam          | Pays-Bas    |
| 1989  | 1er juillet | Luxembourg                                               | 7,8           | 47,273         | Erik Breukink         | Pays-Bas    |
| 1990  | 30 juin     | Chasseneuil-du-Poitou, Jaunay-Marigny (Futuroscope)      | 6,3           | 48,358         | Thierry Marie         | France      |
| 1991  | 6 juillet   | Lyon                                                     | 5,4           | 52,399         | Thierry Marie         | France      |
| 1992  | 4 juillet   | Saint-Sébastien                                          | 8             | 34,591         | Miguel Indurain       | Espagne     |
| 1993  | 3 juillet   | Les Epesses (Puy du Fou)                                 | 6,8           | 49,756         | Miguel Indurain       | Espagne     |
| 1994  | 2 juillet   | Lille (Euralille)                                        | 7,2           | 55,267         | Chris Boardman        | Royaume-Uni |
| 1995  | 1er juillet | Saint-Brieuc                                             | 7,3           | 48,667         | Jacky Durand          | France      |
| 1996  | 29 juin     | Bois-le-Duc                                              | 9,4           | 51,822         | Alex Zülle            | Suisse      |
| 1997  | 5 juillet   | Rouen                                                    | 7,3           | 52,465         | Chris Boardman        | Royaume-Uni |
| 1998  | 3 juillet   | Dublin                                                   | 5,6           | 54,193         | Chris Boardman        | Royaume-Uni |
| 1999  | 3 juillet   | Les Epesses (Puy du Fou)                                 | 6,8           | 52,282         | Lance Armstrong       | États-Unis  |
| 2001  | 7 juillet   | Dunkerque                                                | 8,2           | 52,714         | Christophe Moreau     | France      |
| 2002  | 6 juillet   | Luxembourg                                               | 6,5           | 45,985         | Lance Armstrong       | États-Unis  |
| 2003  | 5 juillet   | Paris                                                    | 6,5           | 52,466         | Bradley McGee         | Australie   |
| 2004  | 3 juillet   | Liège                                                    | 6,1           | 53,561         | Fabian Cancellara     | Suisse      |
| 2006  | 1er juillet | Strasbourg                                               | 7,1           | 51,429         | Thor Hushovd          | Norvège     |
| 2007  | 7 juillet   | Londres                                                  | 7,9           | 54,340         | Fabian Cancellara     | Suisse      |
| 2010  | 3 juillet   | Rotterdam                                                | 8,9           | 53,389         | Fabian Cancellara     | Suisse      |
| 2012  | 30 juin     | Liège                                                    | 6,4           | 50,716         | Fabian Cancellara     | Suisse      |

## Statistiques
| #  | Pays                     | Victoires | Dernières victoires                                                |
| -- | ------------------------ | --------- | ------------------------------------------------------------------ |
| 1. | France                   | 11        | Christophe Moreau en 2001                                          |
| 2. | Belgique                 | 6         | Eric Vanderaerden en 1983                                          |
| 3. | Pays-Bas Suisse          | 5         | Erik Breukink en 1989 Fabian Cancellara en 2012                    |
| 5. | Espagne Royaume-Uni      | 3         | Miguel Indurain en 1993 Chris Boardman en 1998                     |
| 7. | Allemagne                | 2         | Dietrich Thurau en 1977                                            |
| 8. | Italie Australie Norvège | 1         | Francesco Moser en 1975 Bradley McGee en 2003 Thor Hushovd en 2006 |

| #  | Coureurs          | Victoires | Pays        |
| -- | ----------------- | --------- | ----------- |
| 1. | Bernard Hinault   | 5         | France      |
| 2. | Fabian Cancellara | 4         | Suisse      |
| 3. | Thierry Marie     | 3         | France      |
| 3. | Chris Boardman    | 3         | Royaume-Uni |